# West Winch
West Winch è un villaggio e parrocchia civile dell'Inghilterra, appartenente alla contea del Norfolk.